# Lana Del Ray A.K.A. Lizzy Grant
Albums de Lana Del Rey
Sirens
(2006) Born to Die
(2012)
Lana Del Ray A.K.A. Lizzy Grant est le deuxième album de Lana Del Rey sorti le 4 janvier 2010 sur le label 5 Points Records et produit par David Kahne. La chanteuse était alors encore indécise sur son nom de scène et décidera après l'album de s'appeler « Lana Del Rey » et non plus « Lana Del Ray ». L'album sera retiré de la vente trois mois après sa sortie pour une raison inconnue.

## Liste des chansons
1. Kill Kill - 3:57
2. Queen of the Gas Station - 3:04
3. Oh Say You Can See - 3:40
4. Gramma (Blue Ribbon Sparkler Trailer Heaven) - 3:55
5. For K Part 2 - 3:24
6. Jump - 2:50
7. Mermaid Motel - 3:59
8. Raise Me Up (Mississippi South) - 4:22
9. Pawn Shop Blues - 3:26
10. Brite Lites - 2:57
11. Put Me In a Movie - 3:13
12. Smarty - 2:49
13. Yayo - 5:45